# إريك هينان
إريك هينان (بالإنجليزية: Eric Heenan)‏ هو قاضي أسترالي، ولد في 1945 في كالغورلي في أستراليا.